# John Nettleton
John Nettleton, né à Sydenham (Londres), le 5 février 1929, et mort le 12 juillet 2023 , est un acteur britannique.

## Filmographie partielle
- 1966 : Un homme pour l'éternité de Fred Zinnemann
- 1970 : And Soon the Darkness de Robert Fuest
- 1971 : Prince noir de James Hill
- 1975 : All Creatures Great and Small (en) de Claude Whatham
- 1988 : Burning Secret d'Andrew Birkin
- 1998 : Jinnah de Jamil Dehlavi (en)
- 2005 : Oliver Twist de Roman Polanski